# Tour de l'Algarve 2003
Le 29e Tour de l'Algarve a eu lieu du 19 février au 23 février 2003. Le Danois Claus Michael Møller gagne avec autorité cette 29e édition. Ce tour démontre la suprématie du club de Milaneza-MSS sur le cyclisme lusitanien.

## Généralités
- La vitesse moyenne de ce tour est de km/h.

## Les étapes
| Étape     | Villes étapes               | km | Vainqueur d'étape    | Deuxième d'étape     | Troisième d'étape | Durée de l'étape | Vitesse moyenne du vainqueur en km/h | Leader du classement général |
| 1er étape | -                           |    | Ángel Edo            | Michael Barry        | Jon Bru           | 4 h 41 min 23 s  | ?                                    | Ángel Edo                    |
| 2e étape  | -Vila Real de Santo António |    | Alberto Loddo        | Cândido Barbosa      | Ángel Edo         | 4 h 17 min 25 s  | ?                                    | Ángel Edo                    |
| 3e étape  | -Lagos                      |    | Cândido Barbosa      | Jacek Morajko        | Ángel Edo         | 3 h 59 min 36 s  | ?                                    | Ángel Edo                    |
| 4e étape  | -                           |    | Claus Michael Møller | Víctor Hugo Peña     | David Muñoz       | 13 min 27 s      | ?                                    | Claus Michael Møller         |
| 5e étape  | -                           |    | Pedro Cardoso        | Claus Michael Møller | David Bernabéu    | 4 h 07 min 19 s  | ?                                    | Claus Michael Møller         |

## Classements annexes
| Classement par points             | Ángel Edo Espagne ? pts             |
| Classement du meilleur grimpeur   | Nelson Vitorino Portugal ? pts      |
| Classement de la meilleure équipe | Milaneza-MSS Portugal ? h ? min ? s |

## Liste des équipes
| L.A. Pecol              | Milaneza-MSS          | U.S.Postal            |
|                         |                       |                       |
| Lampre                  | Cantanhede-M-Marialva | Barbot-Torriense      |
|                         |                       |                       |
| Porta Da Ravessa-Tavira | Euskaltel-Euskadi     | ASC-Vila Do Conde     |
|                         |                       |                       |
| Kelme-Costa Blanca      | Antarte- Rota Moveis  | Carvalhelhos-Boavista |
|                         |                       |                       |
| Lokomotiv               |                       |                       |
|                         |                       |                       |